# Scaevola linearis
Scaevola linearis är en tvåhjärtbladig växtart. Scaevola linearis ingår i släktet Scaevola och familjen Goodeniaceae.

## Underarter
Arten delas in i följande underarter:
- S. l. confertifolia
- S. l. linearis